# タカツキ
タカツキはウッドベースを演奏しながらライミングをするMC。ソロ活動だけでなく、SMRYTRPS, SUIKAとしても活動中。99年NYの「ニューヨリカン・ポエッツ・カフェ」のオープン・マイクに参加。01年 1stアルバム「hiphopmusic」、03年 2ndアルバム「東京・京都・ NY」をリリース。04年Shinjuku Spoken Words Slamで年間グンランプリ優勝。SUIKAでフジロックに出演。05年 3rdアルバム「タカツキタツキ」をリリース。BOUNCE誌の「OPUS OF THE YEAR 2005」に選出される。

## 主なソロ作品
- hiphop misic (2001)
- なつ(青い夏) (2002)
- 東京・京都・NY (2003)
- タカツキタツキ (2005)
- 東京・京都・NY Second Avenue (2008)
- 旅人のリズム (2009)

## 関連作品
- SUIKA
- SMRYTRPS
- SINDBAD feat.TAKATSUKI
- Asayake Production
- Enter the funniest temple (2006)
- アイララ